# 协同组合短期大学
协同组合短期大学（日语：／ Kyōdō kumiai Tanki Daigaku *），简称协短（きょうたん），是過去一所位于日本东京都世田谷区的私立短期大学，於1973年停辦。

## 概要

### 简介
- 学校最早可以追溯到1926年[1]。短期大学为于1955年开办[1][2]、由学校法人产业组合中央会经营、招生到1968年、停办于1973年。

### 历史
- 1955年 协同组合短期大学成立并同时设置农业协同组合科[1]。
- 1960年 函授教育课程成立[1]。
- 1968年 协同组合短期大学招生最后[2]。
- 1973年 协同组合短期大学招生停办[1]。

## 学校环境
- 校区：在东京都世田谷区了[注 1]

## 历任校长
- 打越显太郎：第一代短期大学校长
- 宫部一郎：第二代短期大学校长
- 江上繁一：就任于1969年9月[1]

## 著名人和有关人员
- 汤河元威：前教员
- 美土路达雄：前教员

## 组织

### 学科
- 农业协同组合科
  - 第一部
  - 函授教育课程

### 专科
| - 没有 |

#### 业余课程
| - 没有 |

## 相关链接
- 日本短期大学列表